# Ajba
Ajba je naselje v Občini Kanal ob Soči. Kraj je sestavljen? iz ene same ulice?, ki se imenuje po kraju, torej Ajba.
Ajba je tudi potok, ki se tam z desne strani izliva v Sočo.